# Rosewood Burning
Rosewood Burning ist ein 1997 erschienener Film von John Singleton. Der Film basiert auf dem historischen Rosewood Massacre, bei dem der Ort Rosewood in Florida niedergebrannt wurde.

## Handlung
Mann ist ein mysteriöser Veteran des Ersten Weltkriegs, der nach Land sucht, um es zu kaufen. Er kommt in die Stadt Rosewood, eine kleine und überwiegend schwarze Stadt in Florida. In Rosewood leben die Carriers, eine aufstrebende schwarze Familie, die von Tante Sarah und ihrem stolzen, eigenwilligen Sohn Sylvester geführt wird. Mann trifft bald Beulah „Scrappie“ Carrier, Sylvesters jüngere Schwester und die beiden verlieben sich schnell ineinander. Tante Sarah arbeitet als Haushälterin für James Taylor und seine Frau Fanny, ein weißes Paar, das in der Nachbarstadt Sumner lebt. Fanny, die in der Vergangenheit ihren Ehemann betrogen hat, hat ein Rendezvous mit ihrem Geliebten, während ihr Ehemann bei der Arbeit ist. Fanny streitet mit ihrem Geliebten, der sie schließlich schlägt. Tante Sarah und ihre Enkelin Lee Ruth belauschen den Streit und die anschließenden Prügel, greifen jedoch nicht ein. Eine verstörte Fanny, die verzweifelt ist, ihrem Ehemann ihre Verletzungen zu erklären, verlässt ihr Haus und ruft um Hilfe. Sie erzählt dann mehreren Stadtbewohnern, dass sie von einem schwarzen Mann angegriffen worden sei. Die weißen Bewohner glauben bereitwillig Fannys Behauptung. Anhörung eines entkommenen schwarzen Sträflings namens Jesse Hunter, einer Gruppe aus Sumner und den umliegenden Städten geht es nach Rosewood, um Nachforschungen anzustellen. Die schwarzen Bewohner von Rosewood werden schnell von einem weißen Mob angegriffen, darunter Männer aus anderen Bundesstaaten und Mitglieder des Ku Klux Klan. Als Fremder hat Mann Angst, dass er beschuldigt wird, Fanny angegriffen zu haben. Er plant, die Stadt wegen der Proteste mehrerer Bewohner von Rosewood zu verlassen, die sich in der Kirche getroffen haben, um Pläne zur Verteidigung ihrer Gemeinde zu besprechen. Vor der Kirche stößt Mann mit John Wright zusammen, einem Veteranen des Spanisch-Amerikanischen Krieges der Marine und Besitzer eines Gemischtwarenladens, einem der wenigen weißen Bewohner von Rosewood. Wright ist auch in eine heiße außereheliche Affäre mit Sylvesters Cousine Jewel verwickelt. Mann geht dann. Als die Gruppe im Carrier-Haus ankommt, versucht Tante Sarah, die wütende Menge zu beruhigen. Als sie jedoch verkündet, dass Fanny Taylors Angreifer ein weißer Mann war, erschießt sie jemand in der Menge. Sie stirbt anschließend an ihren Verletzungen. Die Gruppe kommt und Sylvester schießt und tötet zwei seiner Mitglieder. Die Gruppe fällt zurück und eine Schießerei bricht aus. Nach dem Mord an Tante Sarah startet die Gruppe einen regelrechten Angriff auf Rosewood. Mann ist auf dem Weg aus der Stadt, als er Zeuge des Lynchmordes an Sam Carter, dem Schmied, wird. Mann ändert seine Meinung über das Verlassen und kehrt nach Rosewood zurück, um mit den Bewohnern zu kämpfen. Einige anständige weiße Männer, die in Palisander leben, helfen schwarzen Rosewood-Bewohnern bei der Flucht. Eisenbahnschaffner schmuggeln Menschen mit Zügen aus der Stadt. Wright bittet die Zugbegleiter, die Frauen und Kinder abzuholen, während seine Frau mehrere andere Afroamerikaner in ihrem Haus versteckt. Andere Weiße versuchen mit wenig Erfolg, die zunehmende Gewalt zu unterdrücken. Die Gruppe schwillt an. Sie glauben, dass James Carrier Informationen über den entkommenen Sträfling enthielt, und suchen ihn auf. Nach einem erfolglosen Versuch, in James Namen einzugreifen, erlaubt Wright Sheriff Walker widerwillig, Carrier in Gewahrsam zu nehmen, weil der Beamte sagte, er wolle ihn nur befragen. Wenn Carrier sagt, dass er keine Informationen hat, wird er sofort von einem der Mitglieder des Mobs erschossen. Wright ist verärgert und der Mob beschuldigt ihn, schwarz zu sein. Die Gewalt eskaliert und breitet sich in benachbarten Städten aus. Aber als die Truppe die Grenze des Alachua County erreicht, blockieren eine Gruppe weißer Männer und ein Sheriff die Straßen und senden sie zurück. Überlebende Mitglieder der Carrier-Familie entkommen schließlich in einem von Wright arrangierten Zug. Scrappie und Mann küssen sich endlich, bevor Mann mit Sylvester abreist. Die beiden planen, sich später zu treffen. Nachdem die Gewalt schließlich abgeklungen ist, konfrontiert James Taylor seine Frau Fanny und sagt ihr, dass „sie Ihren Nigger nicht gefangen haben“. Als James merkt, dass Fanny ihn wegen der wahren Ursache ihrer Verletzungen angelogen hat und mit anderen Männern Geschäfte gemacht hat (nachdem er vom Sheriff informiert wurde), schlägt er sie. Offiziell betrug die endgültige Zahl der Todesopfer acht Menschen, zwei Weiße und sechs Schwarze andere Berichte von Überlebenden und mehreren afroamerikanischen Zeitungen schätzten eine höhere Zahl der Todesopfer.

## Hintergrund
Das von Gregory Poirier entwickelte Drehbuch und der Film greifen die Ereignisse in Rosewood (Florida) von 1923 auf. Hierbei wurde Rosewood als von Afroamerikanern bewohnter Ort vollständig niedergebrannt (Rosewood Massaker).

## Rezeption
Janet Maslin urteilte für die New York Times, dass die an sich mitreißende Geschichte derartig mit Stereotypen und hölzernen Charakteren angereichert sei, dass zu jedem Zeitpunkt der Film vorhersehbar sei.
Rosewood hat eine positive Rate von 85 % auf der Website Rotten Tomatoes, die Kritiken auswertet.

## Preise
Rosewood wurde mit dem Political Film Society Award für Menschenrechte 1997 ausgezeichnet und nahm an der Berlinale 1997 teil.